# Saint-Vallier-sur-Marne
Saint-Vallier-sur-Marne é uma comuna francesa na região administrativa de Grande Leste, no departamento de Haute-Marne. Estende-se por uma área de 6,64 km². Em 2010 a comuna tinha 176 habitantes (densidade: 26,5 hab./km²).